# Wasserstraßen- und Schifffahrtsamt Stuttgart
Das Wasserstraßen- und Schifffahrtsamt Stuttgart (WSA Stuttgart) war ein Wasserstraßen- und Schifffahrtsamt in Deutschland. Es gehörte zum Dienstbereich der Generaldirektion Wasserstraßen und Schifffahrt, vormals Wasser- und Schifffahrtsdirektion Südwest.
Durch die Zusammenlegung der Wasserstraßen- und Schifffahrtsämter Stuttgart und Heidelberg ging es am 11. März 2019 im neuen Wasserstraßen- und Schifffahrtsamt Neckar auf.

## Zuständigkeitsbereich
Das Wasserstraßen- und Schifffahrtsamt Stuttgart verwaltete den Neckar von Heilbronn bis zur Gemeindegrenze Wernau / Plochingen. Dem Amt nachgeordnet waren die Außenbezirke Lauffen, Marbach und Stuttgart sowie der Bauhof Heilbronn.

## Die Aufgaben
Die Aufgaben ließen sich wie folgt gliedern:
- Betrieb der bundeseigenen Schifffahrtsanlagen (27 Schleusen und Wehre am Neckar)
- Unterhaltung des Neckars einschließlich seiner Ufer, Schleusen und Wehre
- Regelung und Ordnung des Schiffsverkehrs z. B. durch Schifffahrtszeichen
- Erfassung und Auswertung von Wasserständen, Abflüssen (z. B. Pegel Plochingen) und weiteren umweltrelevanten Daten (z. B. Temperatur).
- Erteilung von strom- und schifffahrtspolizeilichen Genehmigungen für die Errichtung und Betrieb von Anlagen an der Bundeswasserstraße (z. B. Wasserentnahme- und Einleitungsbauwerke, Brücken, Steg- und Umschlagsanlagen)
- Koordinieren von Veranstaltungen auf der Wasserstraße
- Abschluss von Nutzungsverträgen für die Nutzung von bundeseigenen Flächen
- Abwicklung der laufenden Aus- und Neubauvorhaben (z. B. Neubau des Wehres Untertürkheim)

## Bundeswasserstraße Neckar
Der Neckar stellt eine wichtige Verkehrsader zu den Wirtschaftsstandorten Heilbronn, Stuttgart und Plochingen dar. Nahezu 10 Mio. Tonnen Güter werden jährlich über die Wasserstraße in diese Gebiete transportiert. In einer auf Industrie und Gewerbe angewiesenen Gesellschaft sind Transportwege dieser Art unverzichtbar. Das Verkehrssystem Schiff/Wasserstraße stellt diese in besonders umweltfreundlicher Weise zur Verfügung. Insbesondere die Entlastung der Autobahnen von den Rheinhäfen Karlsruhe und Mannheim in Richtung Stuttgart kommt der Bevölkerung direkt zugute.
Durch die Kapazitätsreserven, die im Bereich der Schifffahrt vorhanden sind, ist der ständig wachsende Bedarf an Transportkapazitäten auch in Zukunft sichergestellt.
Darüber hinaus ist der Neckar gerade im Stadtgebiet Stuttgart auch Spielwiese für kulturelle und sportliche Veranstaltungen. Um dies mit dem Verkehr in Einklang zu bringen, unterstützt das WSA die Veranstalter mit Rat und Tat.
- Streckenlänge: 203 km, von der Gemeindegrenze Wernau bis zur Mündung in den Rhein
- Staustufen: 27, Fallhöhe der Schleusen zwischen 3,60 m und 8,40 m
- Gesamthöhendifferenz:	160,70 m
- Schleusenabmessungen:	Länge 110 m, Breite 12 m
- Zugelassene Schiffe: Schiffe bis 105 m Länge und 11,45 m Breite
- Güterbeförderung: ca. 10 Mio. t jährlich
- Anzahl der Schiffe: ca. 14.000 jährlich

## Veranstaltungen des WSA
Im Rahmen der Öffentlichkeitsarbeit veranstaltete oder unterstützte das WSA für die Stuttgarter Bürger regelmäßig Events, um den Bürgern die Wasserstraße als Erlebnisort nahezubringen.
- Beispielsweise war das WSA 2005 Mitveranstalter des Projektes „Singing River“ im Rahmen des Theater der Welt.
- Das WSA organisiert jedes Jahr einen Tag der offenen Tür, um Einblicke in die Arbeit der Außenstellen und Bauhöfe zu ermöglichen.
- Bei verschiedensten wassersportlichen Veranstaltungen leistet das WSA direkte und indirekte Unterstützung.
- So außergewöhnliche Darbietungen wie ein Schleusenkammerkonzert waren auch schon durch die Unterstützung des WSA zustande gekommen.
- Die Umweltnacht der Stadt Stuttgart nutzte das WSA, um über Lichtverschmutzung und die Wasserstraße zu informieren. Hierzu gab es am Abend des 29. September 2006 einen Infostand im Planetarium. Außerdem wurden in der „Umweltwoche“ Schleusenführungen und Rundfahrten mit dem Aufsichtsboot angeboten.
- Im Jahr 2008 feierte das WSA den 50. Geburtstag der Bundeswasserstraße Neckar.

## Kleinfahrzeugkennzeichen
Den Kleinfahrzeugen im Bereich des Wasserstraßen- und Schifffahrtsamtes Stuttgart wurden Kleinfahrzeugkennzeichen mit der Kennung S zugewiesen.
Koordinaten: 48° 48′ 13,4″ N, 9° 11′ 3,4″ O